# محطة قطار بوضروة
محطة بوضروة هي محطة قطار جزائرية تقع في بلدية واد فراغة بولاية قالمة. تُعدّ جزءًا من شبكة الخطوط الإقليمية التي وتديرها الشركة الوطنية للنقل بالسكك الحديدية في الجزائر.

## الموقع في السكك الحديدية
تقع المحطة في بلدة بودروا، جنوب بلدية وادي فراغة، على الخط الممتد من عنابة إلى جبل العنق . وتسبقها محطة وادي فراغة وتتبعها محطة بوشقوف .

## خدمة الركاب

### خدمة
وتخدم محطة قطار بوشجوف القطارات الجهوية على خط سكك عنابة إلى تبسة.

## أنظر أيضا

### مقالات ذات صلة
- خط من عنابة إلى جبل العنق
- قائمة محطات القطارات في الجزائر

### روابط خارجية
- "ش.و.ن.س.ح". الشركة الوطنية للنقل بالسكك الحديدية. مؤرشف من الأصل في 2025-05-05..